# Кобрин, Игорь Дмитриевич
И́горь Дми́триевич Ко́брин (2 февраля 1951, Львов — 11 декабря 2023) — украинский кинорежиссёр. Заслуженный деятель искусств Украины (2008). Член Национального союза кинематографистов Украины. Директор студии «Телекон» Архивная копия от 28 марта 2022 на Wayback Machine.

## Биография
Родился 2 февраля 1951 года во Львове. В 1973 году окончил Львовский университет. В 1981 году окончил Киевский государственный институт театрального искусства имени И. К. Карпенко-Карого по специальности режиссёр кино и телевидения (мастерская В. Б. Кисина). С 1982 года работает на студии «Укртелефильм». С 1992 года основатель и директор студии «Телекон» Архивная копия от 28 марта 2022 на Wayback Machine.
Лауреат международных кинофестивалей в Чикаго и Хьюстон (США), Югославии.
21 ноября 2008 года присвоено звание «Заслуженный деятель искусств Украины» — за весомый личный вклад в чествование памяти жертв геноцида Украинского народа в связи с 75-й годовщиной Голодомора 1932—1933 годов на Украине, подвижническую деятельность, направленную на освещение правды о Голодоморе.
Автор 5-серийного документального фильма «1941. Запрещённая правда», который транслировался на телеканале «Украина» с 7 февраля по 7 марта 2013 года.
10 декабря 2023 года скончался в возрасте 72 лет.

## Фильмография
- 1985 — Чудеса в Гарбузянах
- 1986—1988 — Чернобыль: Два цвета времени (укр. Чорнобиль: Два кольори часу) (2 серии)
- 1988 — Мария (укр. Марія)
- 1987 — Про счастье поёт Украина (укр. Про щастя співає Україна)
- 1992 — Пробуждение (укр. Пробудження)
- 1996 — Не хочу вспоминать (укр. Не хочу згадувати (Чорнобиль-96)
- 1997 — Заложники свободи (укр. Заручники свободи)
- 2001 — Хроника надежд и иллюзий. Зеркало истории (укр. Хроніка надій та ілюзій. Дзеркало історії)
- 2004 — Апельсиновая долька (укр. Апельсинова долька) (3 серии)
- 2005 — Ловушка (укр. «Пастка») (2 серии)
- 2005 — След кровавый стелется (укр. «Слід кривавий стелиться») (2 серии)
- 2006 — Собор на крови (укр. Собор на крові) (10 серий)
- 2008 — Хлебная гильотина (укр. Хлібна гільйотина) (3 серии)
- 2009 — Генеральная репетиция (укр. «Генеральна репетиція») (2 серии)
- 2013 — 1941. Запрещённая правда (укр. 1941. Заборонена правда)
- 2020 — 1945 (укр. 1945) (4 серии)
- 2023 — Возвращение. Василий Кричевский (укр. Повернення. Василь Кричевський)

## Награды
- 1989 — Государственная премия УССР имени Т. Г. Шевченко — за фильм «Чернобыль: два цвета времени»
- 1995 — Гран-при «Золотой витязь» (МКФ, Нови Сад, Югославия) — за фильм «Чернобыль: два цвета времени»
- 1996 — Гран-при «Золотая камера» (МКФ, Чикаго, США) — за фильм «Return to Chernobyl»
- 1996 — Серебряный приз (МКФ, Хьюстон, США) — за фильм «Return to Chernobyl»
- 2007 — Национальная премия «Телетриумф» (Украина) — за фильм «Собор на крови»
- 2008 — Гран-при Всеукраинского конкурса «СМИ за толерантность и консолидацию украинского общества» (Украина) — за фильм «Собор на крови»
- 2008 — заслуженный деятель искусств Украины
- 2013 — Национальная премия «Телетриумф» (Украина) — за фильм «1941»